# Kanton L’Isle-sur-la-Sorgue
Der Kanton L’Isle-sur-la-Sorgue ist eine französische Verwaltungseinheit des Départements Vaucluse der Region Provence-Alpes-Côte d’Azur. Er hat den Hauptort L’Isle-sur-la-Sorgue und wurde 2015 im Rahmen einer landesweiten Neugliederung der Kantone von neun auf fünf Gemeinden verkleinert.

## Gemeinden
Der Kanton besteht aus fünf Gemeinden mit insgesamt 34.163 Einwohnern (Stand: 1. Januar 2022) auf einer Gesamtfläche von 121,53 km²:
| Gemeinde                    | Einwohner 1. Januar 2022 | Fläche km² | Dichte Einw./km² | Code INSEE | Postleitzahl |
| --------------------------- | ------------------------ | ---------- | ---------------- | ---------- | ------------ |
| Châteauneuf-de-Gadagne      | 3.495                    | 13,48      | 259              | 84036      | 84470        |
| Fontaine-de-Vaucluse        | 576                      | 7,14       | 81               | 84139      | 84800        |
| L’Isle-sur-la-Sorgue        | 20.315                   | 44,57      | 456              | 84054      | 84800        |
| Le Thor                     | 8.887                    | 35,53      | 250              | 84132      | 84250        |
| Saumane-de-Vaucluse         | 890                      | 20,81      | 43               | 84124      | 84800        |
| Kanton L’Isle-sur-la-Sorgue | 34.163                   | 121,53     | 281              | 8409       | –            |

Bis zur landesweiten Neugliederung der Kantone 2015 bestand der Kanton L’Isle-sur-la-Sorgue aus folgenden neun Gemeinden: Cabrières-d’Avignon, Châteauneuf-de-Gadagne, Fontaine-de-Vaucluse, L’Isle-sur-la-Sorgue, Le Thor, Jonquerettes, Lagnes, Saint-Saturnin-lès-Avignon und Saumane-de-Vaucluse. Sein Zuschnitt entsprach einer Fläche von 159,53 km2. Er besaß vor 2015 einen anderen INSEE-Code als heute, nämlich 8413.